# Álex Alegría
Alexander Alegría Moreno, detto Álex (Plasencia, 10 ottobre 1992), è un calciatore spagnolo, attaccante del Badajoz.

## Carriera
Ha giocato nella prima e nella seconda divisione spagnola.

## Palmarès

### Club

#### Competizioni nazionali
- Segunda División: 1

Betis: 2014-2015